# Chattahoochee (rzeka)
Chattahoochee – rzeka w USA, w stanach Georgia i Alabama. Długość 692 km. Rzeka w pobliżu tamy Jimm Woodruff łączy się z rzeką Flint tworząc, uchodzącą już do Zatoki Meksykańskiej, rzekę Apalachicola.
Rzeka Chattahoochee jest wykorzystywana w celach energetycznych. Są na niej cztery tamy tworzące następujące jeziora: Lanier (153 km²), West Point 105 km²),  Walter F. George (182 km²) i  Seminole (151 km²).  
Główne miasta nad rzeką to: 
- Columbus,
- Atlanta.

## Przypisy

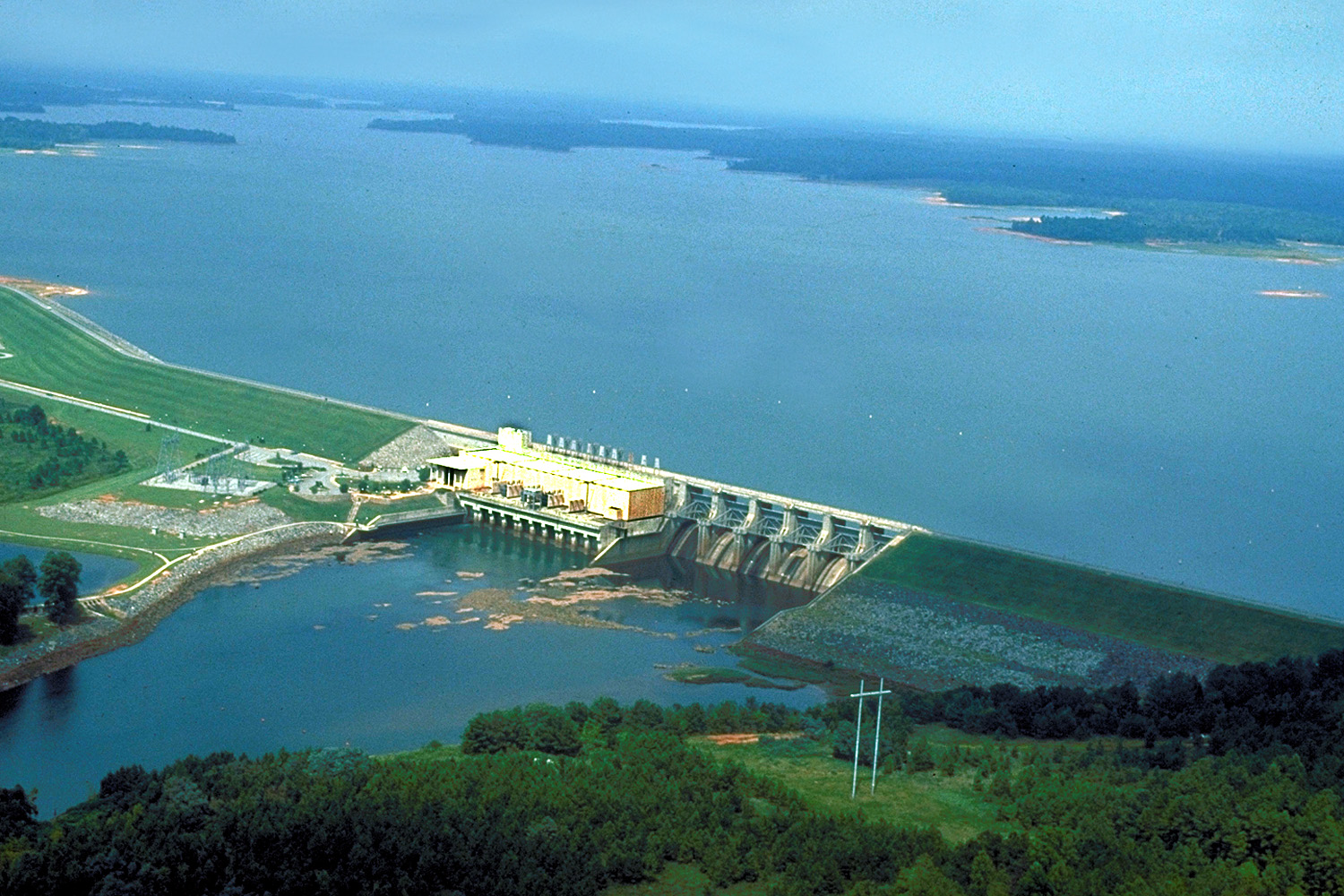
Tama i jezioro West Point
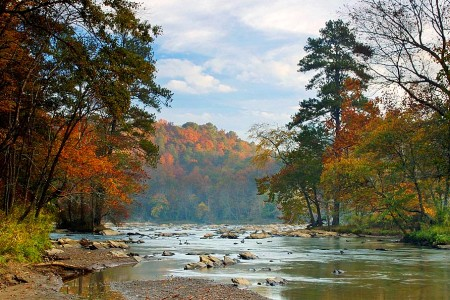
Rzeka Chattahoochee jesienią